# Strojców
Strojców – wieś w Polsce położona w województwie małopolskim, w powiecie dąbrowskim, w gminie Bolesław.
W latach 1975–1998 miejscowość administracyjnie należała do województwa tarnowskiego.
Miejscowość znajduje się nad rzeką Wisłą, około 80 km od Krakowa i 40 km od Tarnowa. Wieś utrzymuje się głównie z rolnictwa.
W Strojcowie jest placówka OSP.